# AN/TPQ-53

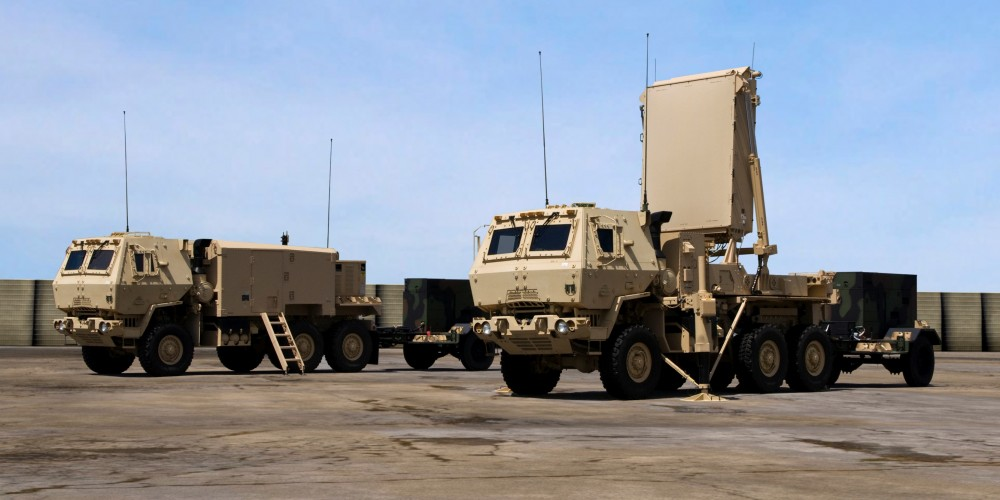
контрбатарейный радар AN/TPQ-53

AN/TPQ-53 (до сентября 2011 года имела индекс EQ-36) — подвижная РЛС контрбатарейной борьбы производства компании Lockheed Martin. Данная система предназначена для обнаружения и определения координат огневых позиций  минометов, артиллерийских орудий и РСЗО с целью обеспечения контрбатарейного огня, а также может обнаруживать беспилотные летательные аппараты.

РЛС разработанна по программе модернизации радиолокационного комплекса FIREFINDER для замены устаревших комплексов AN/TPQ-36(V) и -37(V), обеспечивает обнаружение огневых позиций минометов, артиллерийских орудий и РСЗО противника на дальностях до 60 км и корректировку огня своей артиллерии. 
В отличие от РЛС AN/TPQ-36(V) и -37(V) комплекса FIREFINDER станция EQ-36 имеет: в 1,5 раза увеличенную дальность обнаружения; твердотельную активную фазированную антенную решетку  (АФАР) диапазона 2-4 ГГц; меньшие массу и габариты. Её развёртывание на боевой позиции требует в 1,5 раза меньше времени. 

## Тактико-технические характеристики
- Шасси - два автомобиля FMTV, каждый из которых буксирует прицеп с генератором.
- Дальность обнаружения целей

В круговом режиме обзора - до 20км
В оптимизированном секторном режиме обзора 90о   (SROM) - от 0,5 до 25км
В обычном секторном режиме обзора 90о (LROM) - от 1,5 до 60км
(примечание: в ходе проведенных армией США в 2012 -2015 годах испытаний у радара AN/TPQ-53 были выявлены проблемы с обнаружением минометов при залповом огне во всех режимах, и артиллерии при залповом огне в круговом режиме. Кроме того, было выявлено большое количество ложных целей в режиме работы SROM) .
- Экипаж - 5 человек.
- Время развертывания - 5 минут
- Время свертывания - 2 минуты

(примечание: в ходе проведенных армией США в 2012 -2015 годах испытаний реальное время развертывания днём составило 7,6 минут, реальное время свертывания днём - 9 минут,  реальное время развертывания ночью -  9 минут, реальное время свертывания ночью - 12.4 минут ) .

## Техническое описание
Аппаратура РЛС размещается на двух пятитонных многоцелевых автомобилях повышенной проходимости FMTV. На одном установлена антенная система, на другом - унифицированный съемный кузов-контейнер (аппаратная) с аппаратурой обработки, связи и передачи данных. Кроме того, имеются два дизельных электрогенератора мощностью 10 кВт (основной и запасной) на буксируемых прицепах.
Антенна РЛС смонтирована на съёмной поворотной платформе и представляет собой прямоугольную активную ФАР,  состоящую из 1024 маломощных приемопередающих модулей на основе арсенида галлия. Антенна обеспечивает обзор пространства путем электронного сканирования луча диаграммы направленности по азимуту в секторе ±45° и углу места ±30°. Круговой обзор обеспечивается путём механического вращения антенны. Станция может вести поиск целей в секторном (90°) и круговом режимах. При этом при круговом режиме обзора дальность обнаружения цели уменьшается в 2-3 раза по сравнению с секторным (до 20 км). Секторный режим 90 градусов имеет два подрежима. В обычном режиме (англ Long Range Optimized Mode (LROM)) дальнодействие радара составляет до 60 км. В оптимизированном режиме ближнего действия (англ Short Range Optimized Mode (SROM)) радар имеет меньшую дальность, но лучшую производительность.
Обработка данных и управление станцией осуществляются с двух автоматизированных рабочих комплексов (АРМ) на базе переносных малогабаритных компьютеров TSC-750M. Один из них устанавливается в аппаратной машине, другой - в кабине автомобиля с антенной системой. Эти АРМ являются съёмными и могут использоваться для дистанционного управления станцией с расстояния до 1 км по линии оптоволоконной связи  или с помощью радиосвязи.
Возможна интеграция РЛС в автоматизированные системы управления (АСУ) огнем полевой артиллерии AFATDS  и противовоздушной обороны FAADS. Данных целеуказания передаются при помощи аппаратуры КВ- и УКВ-радиосвязи либо по кабельным линиям.
Доставка станции в район боевых действий может осуществляться военно-транспортным самолетом С-130 «Геркулес» или вертолётом на внешней подвеске.